# Lindsey Vonn
Ne doit pas être confondu avec Lindsey Van.
Lindsey Caroline Vonn, née Kildow le 18 octobre 1984 à Saint Paul, dans le Minnesota, est une skieuse alpine américaine, première championne olympique américaine de descente en 2010. Lindsey durant sa carrière a été équipée par l’équipementier americano-néerlandais Head.De sa première victoire en Coupe du monde à 20 ans sous le nom de Lindsey Kildow dans la descente de Lake Louise le 3 décembre 2004, à sa médaille de bronze à 34 ans dans la même discipline lors des championnats du monde à Åre pour le dernier départ de sa carrière le 10 février 2019, elle a remporté quatre fois le classement général de la Coupe du monde ainsi que huit médailles dont deux titres aux championnats du monde en 2009. Elle totalise quatre-vingt-deux victoires, soit le 2e meilleur total féminin en Coupe du monde derrière sa compatriote Mikaela Shiffrin, et compte vingt gros et petits globes de cristal, ainsi que quarante-trois victoires en descente, records absolus hommes et femmes confondus. Avec vingt-huit succès en super G, elle détient également le record féminin dans cette discipline.
Régulière dans les dix premières femmes au classement général de la Coupe du monde depuis l'édition 2004-2005, elle s'est affirmée à son époque comme la meilleure skieuse du circuit international en remportant quatre fois le « gros » globe de cristal, en 2008, 2009, 2010 et 2012. Elle fait aussi partie du club très fermé des skieuses ayant remporté au moins une victoire dans chacune des disciplines du ski alpin.
Médaille d'or de la descente et médaille de bronze du super G aux Jeux olympiques de Vancouver en 2010, après deux participations aux Jeux olympiques lors desquels elle n'avait obtenu que des places d'honneur, elle s'est également illustrée à l'occasion des championnats du monde, montant sur huit podiums. Elle y remporte les médailles d'or du super G et de la descente lors de l'édition 2009 disputée à Val d'Isère. À ces deux titres viennent s'ajouter deux médailles d'argent enlevées dans les mêmes disciplines en 2007 à Åre, une médaille d'argent en descente en 2011 à Garmisch-Partenkirchen, une en bronze en Super-G en 2015 à Beaver Creek, et deux en bronze en descente en 2017 à Saint-Moritz et en 2019 à Åre.
Sa carrière est marquée et interrompue par plusieurs blessures dont une grave au genou survenue le 5 février 2013 lors du super G des Mondiaux de Schladming qui met fin à sa saison ainsi qu'à la suivante et entraîne son forfait pour les Jeux olympiques de Sotchi en 2014. Elle revient en compétition lors de la saison 2014-2015 où elle remporte huit succès, en descente et en super G, s'adjuge les globes de cristal des deux disciplines et s'approprie le record de victoires sur la Coupe du monde féminine en dépassant les 62 premières places d'Annemarie Moser-Pröll.
En janvier 2016, Lindsey Vonn bat le record de victoires en descente, améliorant celui détenu depuis les années 1970 par Annemarie Moser-Pröll qui était de 36 succès. Elle ajoute au cours de cette saison 2015-2016 neuf victoires dans trois disciplines à son palmarès et gagne son vingtième et ultime globe de cristal, celui de la descente, record de trophées qu'elle partage avec Marcel Hirscher. Une blessure consécutive à une chute dans le Super-G de Soldeu (Andorre) fin février la contraint à mettre un terme à sa saison alors qu'elle occupe la tête du classement général de la Coupe du monde, laissant finalement le gros globe à Lara Gut. Lors de la saison 2016-2017, elle porte son record à 77 victoires. Pour ses derniers Jeux d'hiver à Pyeongchang 2018, Lindsey Vonn s'adjuge la médaille de bronze de la descente gagnée par Sofia Goggia. Elle signe en mars à Åre lors des finales de la Coupe du monde 2017-2018 le 82e et dernier succès de sa carrière et le 43e en descente.
Elle annonce en février 2019 que son « corps dit stop », qu'elle prend sa retraite sportive, et qu'elle disputera ses dernières courses lors des championnats du monde 2019 à Åre. Lors du dernier départ de sa carrière, le 10 février, elle termine troisième de la descente et met un point final à son parcours sportif international avec une huitième médaille aux championnats du monde. Mais elle fait son retour sur la Coupe du monde à 40 ans, lors de la saison 2024-2025

## Biographie

### Jeunesse et débuts au haut niveau
Bien qu'originaire d'une région peu montagneuse, Lindsey Kildow commence le ski à trois ans sous l'initiative de son grand-père et de son père qui ont eux-mêmes pratiqué le ski en compétition. L'enfant commence la compétition à sept ans dans la station locale de Buck Hill mais l'intérêt et le talent de la jeune skieuse grandissant, la famille Kildow déménage dans un lieu davantage propice au ski, Vail dans le Colorado,. À 14 ans, elle est la première américaine à s'imposer dans le Trofeo Topolino, une compétition internationale de référence pour les jeunes skieurs organisée en Italie,, une victoire qui lui permet d'intégrer un programme de développement national de ski en 1999.
Après plusieurs compétitions nord-américaines, la jeune skieuse s'aligne sur de premières courses reconnues par la Fédération internationale. Dès 2000, elle effectue des déplacements sur le continent européen afin de jauger le haut niveau de la Coupe d'Europe, l'une des antichambres de la Coupe du monde, circuit de ski alpin le plus relevé. À 15 ans, lors de sa deuxième course de Coupe d'Europe, dans la station slovène de Rogla, l'Américaine obtient une probante neuvième place au milieu de skieuses bien plus âgées qu'elle. Alignée en slalom, une épreuve technique, elle participe également à des épreuves de vitesse comme la descente. À l'époque, elle s'exprime davantage dans les épreuves techniques mais plusieurs observateurs notent chez elle un penchant naturel pour la descente de par son audace vis-à-vis de la vitesse, comme le souligne l'ancienne skieuse et championne olympique Picabo Street, idole de la jeune skieuse. Et c'est en effet en descente qu'elle obtient son meilleur résultat – une 14e place – à l'occasion des Championnats du monde juniors 2000 organisés au Québec, les premiers de sa carrière. Durant la saison 1999-2000, Lindsey Kildow signe également son premier succès en Coupe d'Amérique du Nord.
L'année suivante, elle se signale lors des Mondiaux juniors 2001 de Verbier en Suisse où elle approche le podium du slalom grâce à une cinquième place. C'est pendant cette saison 2000-2001 que la skieuse américaine fait ses débuts en Coupe du monde à l'occasion de la traditionnelle tournée nord-américaine de début de saison. Le 18 novembre 2000, à Park City dans l'Utah, Lindsey Kildow participe en effet à un slalom mais ne parvient pas à se qualifier pour la seconde manche. Quelques jours plus tard, elle concourt une nouvelle fois en Coupe du monde sur un slalom, à Aspen dans le Colorado, mais est contrainte à l'abandon dès le premier tracé. Parallèlement à sa participation régulière en Coupe d'Europe, Kildow retrouve à trois reprises la Coupe du monde sans toutefois réussir à se qualifier en seconde manche dans le moindre slalom[réf. nécessaire].

### Première participation aux Jeux olympiques
La saison 2001-2002 est marquée par les Jeux olympiques d'hiver de 2002 organisés par Salt Lake City aux États-Unis. L'Américaine Lindsey Kildow parvient à s'y qualifier en inscrivant de premiers points en Coupe du monde lors de son 12e départ en course. Le 15 décembre 2001, à Val d'Isère, la skieuse termine en effet 26e d'un super G, une place dans les 30 premières recevant des points qu'elle renouvelle dès la semaine suivante à Saint-Moritz grâce à une 24e place, toujours en super G, puis deux autres fois avant le rendez-vous olympique. Lors de ce dernier, Kildow est alignée dans deux épreuves : le combiné et le slalom. La première, organisée à Snowbasin, révèle l'Américaine de 17 ans aux yeux de tous devant son public. D'abord quatrième de la descente, puis huitième temps des deux slaloms, elle obtient la sixième place finale, le meilleur résultat de sa carrière au plus haut niveau. Moins en vue lors du slalom spécial, elle termine 32e.
Après les Jeux olympiques, Lindsey Kildow conclut sa saison par une troisième participation consécutive aux Championnats du monde juniors à Tarvisio (Italie). Elle y réalise une nouvelle place d'honneur en terminant sixième du super G. Au début de la saison suivante, en décembre 2002, l'Américaine est perturbée par une blessure à la hanche qui l'écarte de l'équipe américaine de Coupe du monde une grande partie de l'hiver. Le 6 décembre 2002, à Lake Louise au Canada, la skieuse est en effet victime d'une chute impressionnante lors d'une descente. Après avoir heurté une porte, l'Américaine rencontre violemment les filets de sécurité. Souffrant à la hanche et au dos, elle retrouve la compétition un mois plus tard uniquement en Coupe d'Europe où elle s'illustre en montant à plusieurs reprises sur le podium. Elle revient en Coupe du monde à la toute fin de saison juste avant les Championnats du monde juniors 2003, organisés en France, au cours desquels elle enlève la médaille d'argent en descente, la première de sa carrière dans cette compétition.

### Révélation et confirmation
Dès le début de la saison 2003-2004 de Coupe du monde, Lindsey Kildow se montre régulière dans les points avant de confirmer ses dispositions à l'occasion d'épreuves organisées à Cortina d'Ampezzo au début de 2004. Après un premier top-10 le 17 janvier 2004 grâce à une cinquième place en descente, elle confirme le lendemain en montant pour la première fois sur le podium en vertu d'une troisième place, toujours en descente, décrochée derrière la Française Carole Montillet et l'Autrichienne Renate Götschl. Lindsey Kildow obtient le premier podium en Coupe du monde de sa carrière à 19 ans, ce alors qu'elle n'avait jamais fait mieux que 15e auparavant. Régulière dans les points jusqu'en fin de saison, elle termine cet hiver au 30e rang mondial au classement général mondial, puis au 14e au classement particulier de la descente. Elle conclut cette année 2003-2004 de la révélation par le gain de deux nouvelles médailles, en argent et en bronze, lors des Mondiaux juniors de 2004, son ultime participation à une compétition réservée aux juniors.
L'édition 2004-2005 de la Coupe du monde voit la skieuse américaine confirmer les progrès enregistrés l'année précédente. Ainsi, dès la première descente de la saison disputée à Lake Louise, Kildow remporte le premier succès de sa carrière sur la même piste qui l'avait mise à terre un an auparavant. Le 3 décembre 2004, elle s'impose devant la championne olympique Carole Montillet et l'Allemande Hilde Gerg. Une cinquième place le lendemain en descente puis une troisième place en super G deux jours plus tard sont les premiers résultats d'une saison réussie pendant laquelle la skieuse originaire du Minnesota obtient quatre autres podiums ; une année achevée au sixième rang mondial. Dans les classements par épreuve, Kildow est également en embuscade puisque cinquième en descente et troisième en super G. Cette progression en vitesse est renforcée par l'obtention de premiers résultats probants dans les épreuves techniques avec de premiers top-10.

### 2006-2007: premières récompenses mondiales
La saison 2005-2006 de Lindsey Kildow est à l'image de la précédente. Très tôt dans l'hiver, l'Américaine remporte un deuxième succès en carrière en Coupe du monde. Une victoire en descente à Lake Louise pour la deuxième année consécutive avant une autre à Val d'Isère lance sa saison idéalement. Aux Jeux olympiques d'hiver de 2006 disputés à Turin, l'Américaine fait figure de prétendante au podium mais ne concrétise pas ses espoirs en partie à cause d'une sérieuse chute dont elle est victime lors d'un entraînement de la descente sur la piste de San Sicario. Handicapée par une blessure à la hanche, elle ne termine que huitième de la descente alors qu'elle figurait au troisième rang mondial de l'épreuve avant ces Jeux. Elle obtient par ailleurs la septième place en super G et la 14e en slalom. Non récompensée lors du rendez-vous olympique piémontais, elle retrouve le chemin du succès dès la reprise de la Coupe du monde en gagnant un premier super G à Kvitfjell. Désormais performante en slalom ou dans les épreuves combinées, Kildow finit cinquième au classement général de la Coupe du monde. Elle termine par ailleurs dauphine de l'Autrichienne Michaela Dorfmeister au classement annuel de la descente.

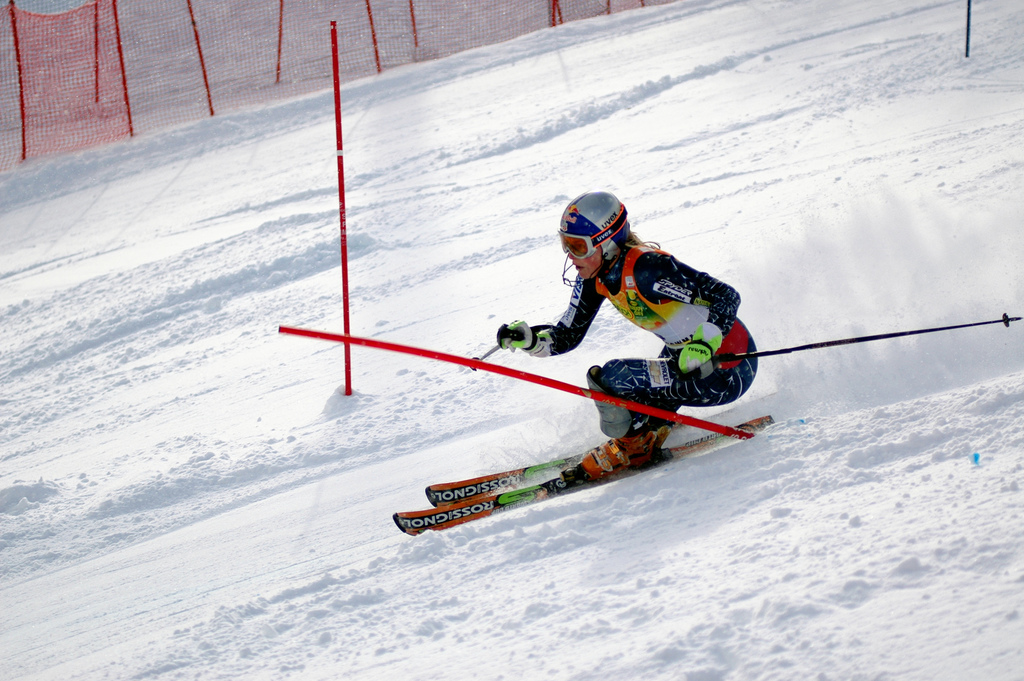
Lindsey Kildow lors d'un slalom à Aspen en décembre 2006

Lindsey Kildow aborde ambitieuse un hiver 2006-2007 marqué notamment par les Championnats du monde qu'organisent la station suédoise d'Åre en février 2007. L'Américaine s'y présente en ayant obtenu huit podiums depuis le début de la Coupe du monde 2006-2007. Elle transforme cette régularité lors des mondiaux en obtenant deux premières récompenses dans un championnat international élite. En super G tout d'abord, Kildow enlève la médaille d'argent derrière la locale Anja Pärson ; puis en descente, toujours derrière la Suédoise, elle devient également vice-championne du monde. Toutefois, la skieuse originaire du Minnesota se blesse gravement en préparant les épreuves techniques. Lors d'un entraînement de slalom, Kildow enfourche un piquet puis chute. Les examens rapidement effectués révèlent une déchirure partielle du ligament croisé antérieur du genou droit, une blessure qui la contraint de mettre fin à ses championnats du monde, mais plus encore à sa saison. Malgré cette interruption, elle termine à la sixième place finale de la Coupe du monde au général et à la troisième place dans les épreuves de vitesse.

### Domination du «cirque blanc»

#### Saison 2007-2008: première victoire au classement général de la Coupe du monde

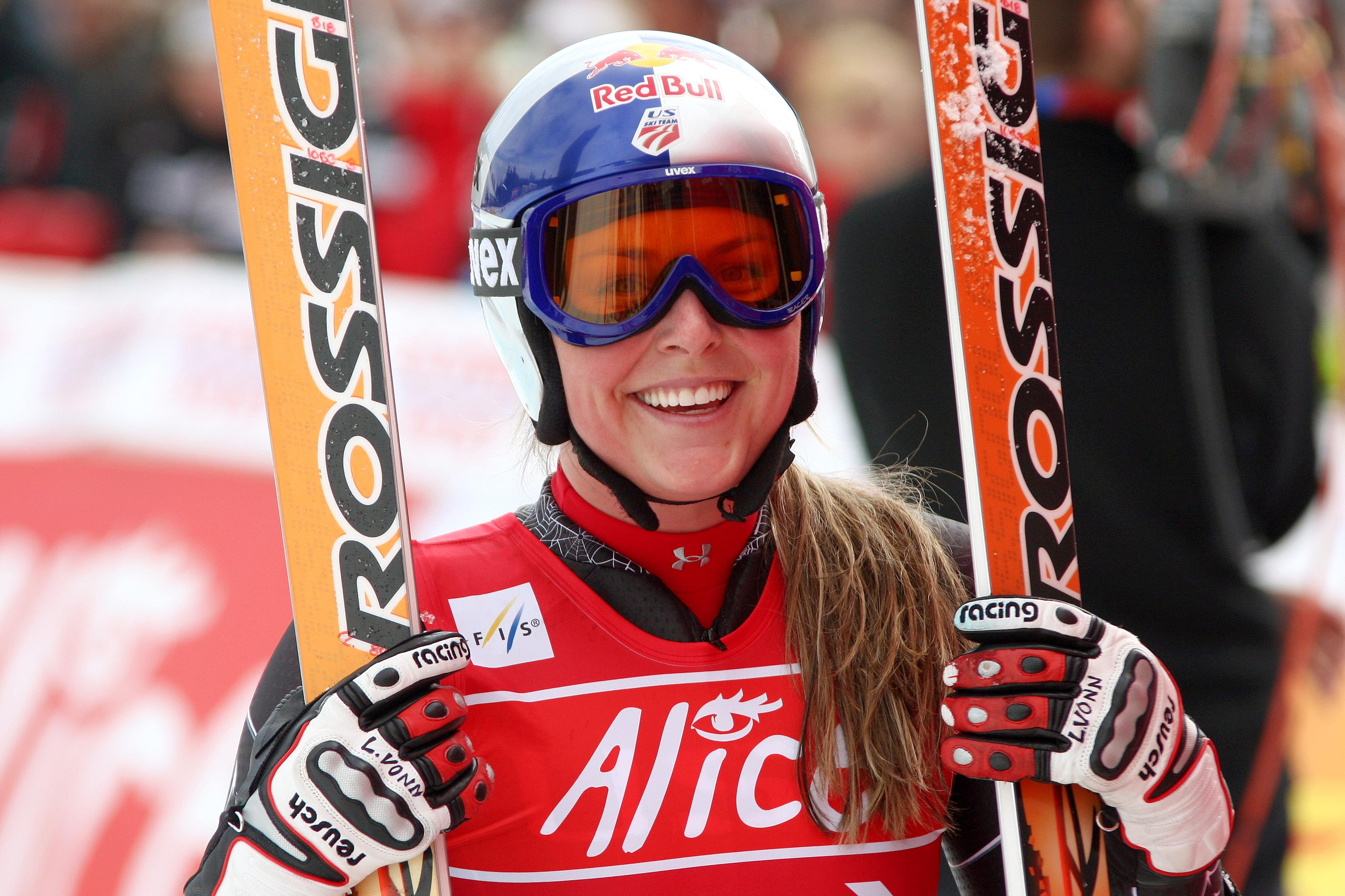
Lindsey Vonn après une descente victorieuse à Crans-Montana en mars 2008

Dès le début de la saison 2007-2008, Lindsey Vonn — mariée en septembre 2007 à l'ancien skieur de haut niveau Thomas Vonn, elle change de nom — retrouve une dynamique de succès en s'imposant en descente à Lake Louise, sa quatrième victoire en quatre ans dans la station canadienne. Outre d'autres gagnes en descentes, elle enregistre un premier succès dans une épreuve combinée à Sankt Anton. Sa deuxième place lors de la descente de Whistler lui permet de remporter le globe de cristal de la descente alors même qu'il reste deux descentes à disputer. En neuf descentes disputées durant l'hiver, l'Américaine ne termine jamais au-delà de la cinquième place, signe sept podiums et remporte cinq courses. En outre, l'Américaine domine le classement général de la Coupe du monde, première américaine à remporter le « gros » globe de cristal depuis Tamara McKinney récompensée en 1983. Un succès obtenu en toute fin de saison après avoir longtemps lutté avec sa dauphine, l'Autrichienne Nicole Hosp, qui accuse un retard final de 220 points.

#### Saison 2008-2009: Deuxième «gros globe» et deux titres mondiaux

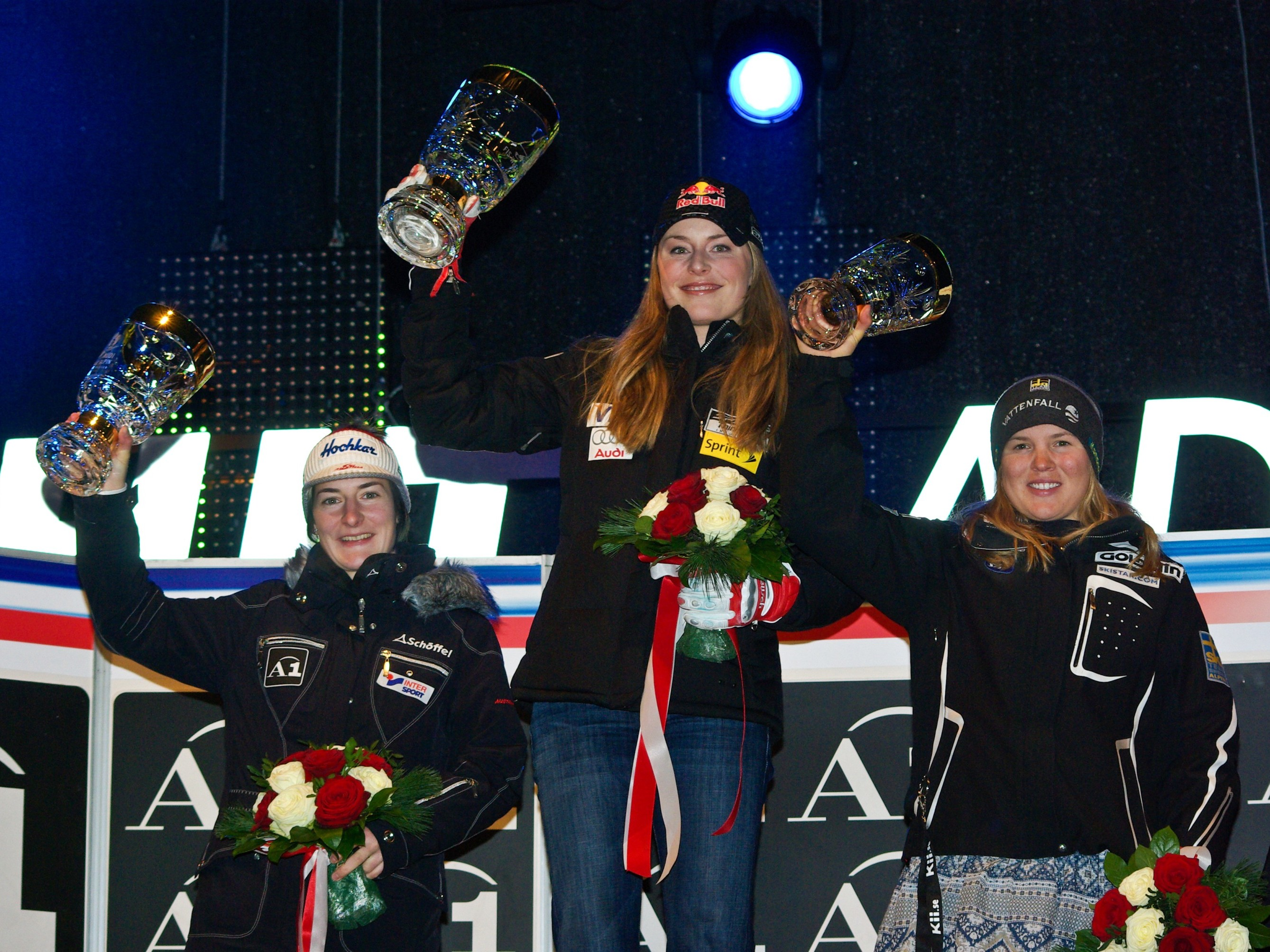
Lindsey Vonn lors d'une cérémonie de remise des récompenses après un succès en combiné à Altenmarkt en janvier 2009. L'Américaine est entourée de l'Autrichienne Kathrin Zettel (à gauche) et de la Suédoise Anja Pärson

La première partie de l'hiver 2008-2009 consacre Lindsey Vonn comme une skieuse polyvalente au plus haut niveau. Ainsi, elle gagne un premier slalom de Coupe du monde en novembre 2008 à Levi puis réalise sa meilleure performance — une quatrième place — en slalom géant à Aspen quelques jours plus tard.
Moins impériale que l'année passée en descente, sa régularité dans toutes les épreuves lui permet de dominer le classement général de la Coupe du monde à l'orée des Championnats du monde tenus à Val d'Isère en France. À la lutte avec l'Allemande Maria Riesch pour le dossard rouge de leader de la Coupe du monde, elle aborde ces championnats parmi les principales favorites notamment dans les épreuves de vitesse. C'est d'ailleurs par ces dernières que commencent les mondiaux.
L'épreuve inaugurale organisée le 3 février 2009, le super G, sourit d'entrée à la skieuse qui remporte le premier titre de championne du monde de sa carrière, la première médaille d'or pour une skieuse américaine depuis Hilary Lindh en 1997. Sur la nouvelle piste Rhône-Alpes du massif de Solaise, à la pente abrupte et verglacée, Vonn est l'une des seules skieuses à ne pas être piégée. Dans une course où plusieurs de ses principales concurrentes annoncées ont failli, elle devance finalement la Française Marie Marchand-Arvier et l'Autrichienne Andrea Fischbacher.
Trois jours plus tard, lors du super combiné, la leader de la Coupe du monde est la dernière skieuse à s'élancer lors du slalom en vertu du meilleur temps réalisé lors de la descente. Bien que restant sur un succès en slalom à Garmisch, l'Américaine rate une porte, laissant la victoire et le sacre à l'Autrichienne Kathrin Zettel.
Le 9 février 2009, toujours sur la piste Rhône-Alpes, Lindsey Vonn remporte sa deuxième médaille d'or en dominant la descente devant la Suissesse Lara Gut et l'Italienne Nadia Fanchini de plus d'une demi-seconde. Le soir même, en fêtant ce titre, Vonn s'entaille le pouce avec une bouteille de champagne sabrée, une blessure nécessitant une opération effectuée à Innsbruck et entraînant son forfait pour le slalom géant disputé sur la Face de Bellevarde. De retour en Savoie, l'Américaine s'aligne en slalom malgré sa blessure et réalise même le second temps de la première manche derrière l'Italienne Manuela Moelgg. La skieuse chute toutefois sur le second tracé et laisse le titre à Maria Riesch.
À la fin de cette saison 2008-2009, elle remporte, pour la seconde fois, le classement général de la coupe du monde, devant Maria Riesch. Elle termine également en tête du classement de la descente et du super G.
D'autre part, dotée d'une plastique très avantageuse, la skieuse prend à plusieurs reprises la pose en toute petite tenue, révélant par là qu'elle est aussi sexy que sportive. Elle a par exemple été récemment photographiée dans la neige, simplement vêtue d'un bikini blanc très échancré, pour le magazine internet SI.COM.

#### Saison 2009-2010: Championne olympique de descente à Vancouver

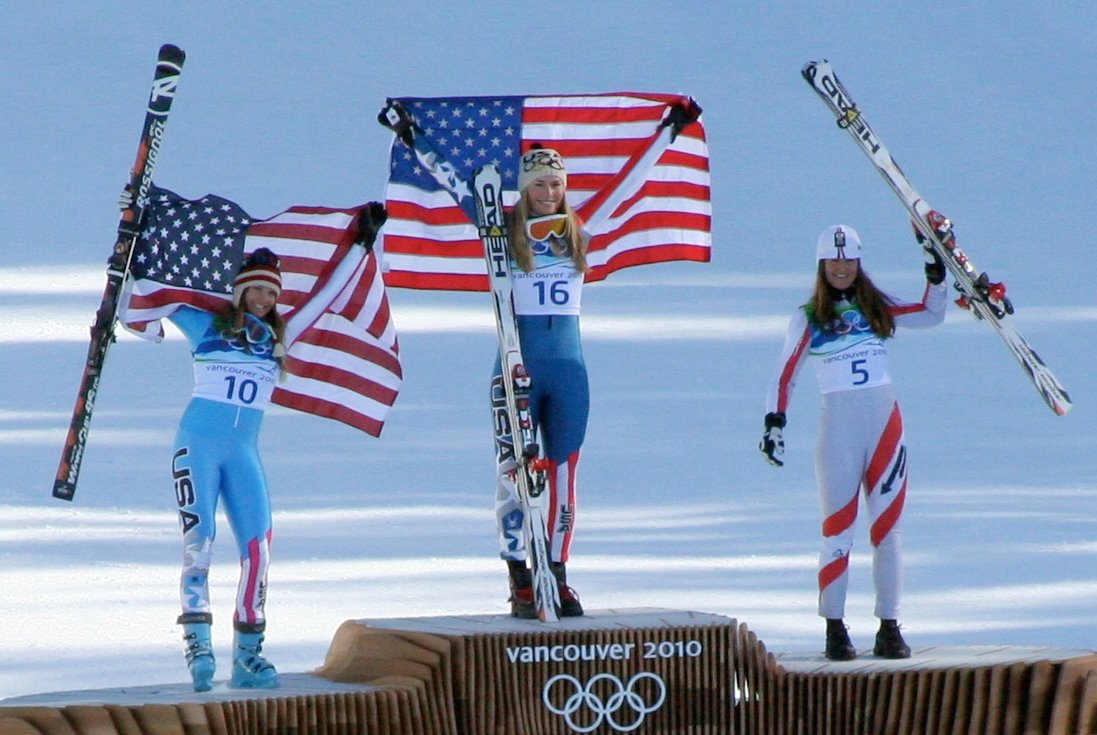
Vonn au milieu de Julia Mancuso à gauche et Elisabeth Görgl à droite, lors du podium olympique de la descente aux JO de 2010.

Lindsey Vonn commence la saison par deux très bons résultats dans des disciplines techniques, elle termine 9e lors du géant d'ouverture à Sölden et parvient même à grimper sur la deuxième marche du podium lors du slalom de Levi quelques semaines plus tard. Ces résultats seront suivis de deux sorties de piste à Aspen. Elle se démarque dès le début du mois de décembre, lorsqu'ont lieu les premières épreuves de vitesse à Lake Louise, où la skieuse remporte les deux descentes et termine 2e du super-G. À Are, elle finit 8e du slalom. Elle gagne le super-combiné et la descente de Val d'Isère, week-end qu'elle ponctue par une troisième place en super-G. Elle connaît ensuite un petit creux dans les disciplines techniques, puisqu'elle sort une fois en géant à Lienz, ville où elle termine aussi 18e en slalom, et sort à nouveau, en slalom cette fois-ci, à Zagreb, une semaine plus tard. À Haus im Ennstal, elle emporte tout sur son passage, s'adjugeant les deux descentes ainsi que le super-G. Elle se montre moins à l'aise sur les pistes de Flachau et de Maribor, où elle sort ou ne parvient pas à se qualifier à trois reprises, deux fois en slalom et une fois en géant. Mais elle se rattrape dès les épreuves de la Cortina d'Ampezzo, où elle finit sur la première marche du podium de la descente et du super-G. Arrivent, fin janvier, les courses de St. Moritz, les dernières avant les Jeux olympiques de Vancouver. Pour la première fois de la saison, Lindsey Vonn ne gagne pas la descente, remportée par Maria Riesch, où elle finit 5e. Elle se place sur la troisième marche du podium du super-combiné, et termine son week-end par une victoire en super-G. Avant de s'envoler pour Vancouver, Lindsey Vonn a déjà gagné 9 épreuves de la Coupe du monde (5 descentes, 3 super-G et 1 combiné) et totalise 1311 points.
Elle est donc l'une des skieuses les plus attendues dex Jeux olympiques. Le 17 février 2010 sur la piste Franz's Run de Whistler Creekside, Lindsey remporte la descente des Jeux olympiques de Vancouver. Le 20 février, elle se classe troisième du super-G derrière l'autrichienne Andrea Fischbacher et la slovène Tina Maze remportant ainsi ses deux premières médailles olympiques.
Elle fait un retour en force à Crans-Montana après les Jeux olympiques, où elle obtient une victoire lors de la descente, et la deuxième place du super-G. Aux finales de Garmisch-Partenkirchen, elle termine deuxième de la descente et remporte le super-G.

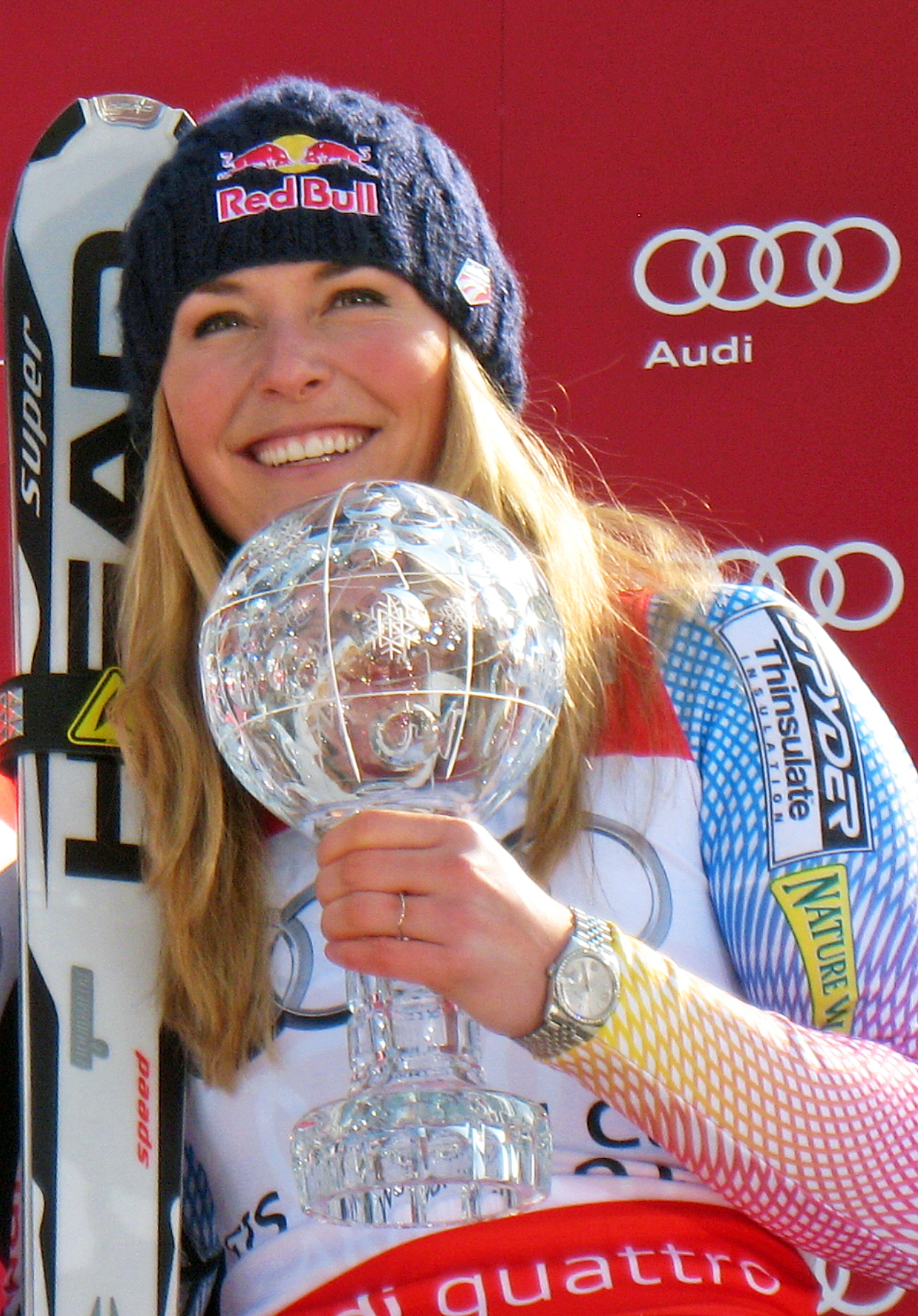
Lindsey Vonn avec un globe de cristal, en 2010.

Grâce notamment à ses 11 victoires (6 descentes, 4 Super-G et 1 combiné) lors de la saison 2009-2010, Lindsey Vonn remporte le classement général ainsi que les globes de cristal de la descente, du super-G et du combiné.

#### Saison 2010-2011: Duel perdu face à Maria Riesch
Durant la saison, Vonn gagne 8 épreuves de coupe du monde (3 en descente, 4 en Super-G et 1 combiné) mais échoue à la deuxième place du classement général de la coupe du monde. Elle termine à trois points de sa rivale Maria Riesch à la suite de l'annulation, lors des finales de la coupe du monde, du dernier slalom géant et du dernier Super G.
Elle gagne le classement du Super-G, de la descente et du super combiné et obtient la médaille d'argent en descente aux championnats du monde de Garmisch-Partenkirchen.

#### Saison 2011-2012: Quatrième «gros globe»
La saison 2011-2012 de Lindsey Vonn débute par une victoire en octobre lors du slalom géant de Sölden, la première pour elle dans cette discipline. Ce succès permet à Vonn de devenir une des rares skieuses, avec Petra Kronberger, Pernilla Wiberg, Janica Kostelić et Anja Pärson, à avoir remporté au moins une manche de coupe du monde dans les cinq disciplines proposées.
Le 28 novembre 2011, elle annonce avoir entamé une procédure de divorce avec Thomas Vonn précisant qu'elle continue de s'entraîner au sein de l'équipe des États-Unis.
Les 2 décembre 2011 et 3 décembre 2011, elle remporte pour la 8e et la 9e fois de sa carrière la descente de Lake Louise en reléguant ses adversaires à plus de deux secondes,. Et le 4 décembre 2011, elle remporte son 2e Super-G à Lake Louise, et obtient ainsi sa 11e victoire dans cette station (9 descentes et 2 super-G). Cela constitue un nouveau record de victoires sur une même piste. Elle dépasse ainsi le record détenu jusque-là par Renate Götschl (10 à Cortina d'Ampezzo).
En remportant la descente de Garmisch-Partenkirchen le 4 février 2012, Lindsey Vonn signe la 50e victoire carrière en Coupe du monde, rentrant dans un club très fermé, pour les femmes comme pour les hommes. Elle gagne ensuite la coupe du monde du combiné, ainsi que celle de la descente, pour la 5e année consécutive. Le 9 mars, elle remporte le classement général de la Coupe du monde, cinq courses avant la fin, après avoir dominé toute la saison. Pendant les finales de la Coupe du Monde, elle ajoute également le petit globe du Super-G 2012 à son palmarès. À la veille de la dernière épreuve, elle bat, avec 1980 points, le record de points sur une saison qui était détenu depuis 2006 par Janica Kostelić (1970 points). Lors de la dernière course, elle perd un bâton au départ, et ne peut passer la barre symbolique des 2000 points.
Lindey Vonn a, durant cette saison, participé à 36 épreuves. Elle en a terminé 31, rentrant 27 fois dans les dix premières, montant 17 fois sur le podium et remportant 12 victoires,.

#### Saison 2012-2013: Grave blessure aux Mondiaux de Schladming
Au mois d'octobre 2012, Lindsey Vonn demande à pouvoir participer à la descente hommes de Lake Louise, demande qui est refusée par la FIS. Bien qu'elle parvienne à s'imposer six fois au cours de l'hiver 2012-2013 (victoires dans les deux descentes de Lake Louise les 30 novembre et 1er décembre et dans celle de Cortina d'Ampezzo le 19 janvier, dans les Super-G de Lake Louise le 2 décembre et de St-Moritz le 8 décembre et dans le géant de Maribor le 26 janvier), elle est devancée en tête de la Coupe du monde par la Slovène Tina Maze qui brille dans toutes les disciplines. Vonn se présente néanmoins parmi les grandes favorites pour les épreuves de vitesse des championnats du monde de ski alpin 2013.
Le 5 février 2013, Lindsey Vonn est victime d'une grave chute lors de la première course des Mondiaux à Schladming, le Super-G féminin qui est lancé avec plus de 3h de retard à cause d'un épais brouillard recouvrant la piste de la Planai. Partie avec le dossard no 19 juste après Tina Maze auteur du meilleur chrono, son genou droit se dérobe à la réception d'un saut, l'Américaine tombe, percute une porte, s'immobilise et hurle de douleur avant d'être évacuée de la piste par hélitreuillage vers l'hôpital de la station de ski autrichienne. Elle souffre d'une rupture du ligament croisé antérieur et du ligament collatéral tibial du genou droit couplé à une fracture du plateau tibial et manquera le reste de la saison, avec une indisponibilité estimée à six mois,.
Malgré son indisponibilité elle remporte le globe de cristal de la descente pour un point devant sa rivale slovène Tina Maze à la suite de l'annulation de la descente des finales disputées à Lenzerheide. Ce 17e globe lui permet de dépasser Annemarie Moser-Pröll au nombres de globes obtenus en carrière et de devenir seule détentrice du record.

#### Saison 2013-2014: Tentative avortée de retour
Lindsey Vonn se remet sur les skis en vue de la défense de son titre olympique en descente à Sotchi, mais le 19 novembre à l'entraînement à Copper Mountain, elle chute à nouveau lourdement et se blesse au même genou droit (déchirure partielle du ligament croisé antérieur).
Elle reprend pourtant la compétition en Coupe du monde à Lake Louise (Canada) du 6 au 8 décembre, où elle se classe 40e de la première descente, 11e de la seconde descente puis obtient une encourageante 5e place en Super-G. Elle fait l'impasse sur les épreuves de Saint-Moritz puis participe à la descente de Val d'Isère le 21 décembre où elle est obligée d'interrompre son effort à mi-course et à se ranger au bord de la piste, 
souffrant manifestement de son genou blessé.
Enfin, le 7 janvier 2014, Lindsey Vonn annonce sur son compte Facebook qu'elle doit déclarer forfait pour les Jeux olympiques de Sotchi, expliquant qu'elle ne peut pas skier au plus haut niveau sans ligament croisé antérieur de son genou droit. Elle déclare également qu'elle va à nouveau être opérée, et qu'elle programme son retour pour la saison suivante qui sera ponctuée par les championnats du monde de ski alpin 2015 à Vail dans le Colorado.

#### Saison 2014-2015: Record de victoires en Coupe du monde féminine
Dès sa deuxième course après son retour à la compétition, la descente de Lake Louise le 6 décembre 2014, Lindsey Vonn s'impose. Elle gagne ensuite la descente de Val d'Isère le 21 décembre, puis commence l'année 2015 en devenant seule détentrice du record de victoires dans la Coupe du monde féminine : elle égale les 62 succès de l'Autrichienne Annemarie Moser-Pröll le 18 janvier 2015 en terminant première de la descente de Cortina d'Ampezzo puis la dépasse le lendemain en gagnant le Super-G dans la même station,. Avec quatre victoires à la fois en descente et en Super-G, dont les dernières à Méribel les 18 et 19 mars 2015, Lindsey Vonn remporte son septième globe de cristal de descente et son cinquième globe de cristal de super G. Elle égale alors le nombre de globe remporté dans chacune des deux disciplines.

#### Saison 2015-2016: Un vingtième globe avant la blessure
Lors de cette saison de coupe du monde, elle domine les épreuves de vitesse, à savoir la descente et le Super-G, remportant notamment les trois courses au programme à Lake Louise en décembre. Elle s'impose également à l'arrivée du slalom géant de Åre après trois années sans succès dans cette discipline. Le 9 janvier 2016, elle égale le nombre de victoires en descente de l'Autrichienne Annemarie Moser-Pröll (36) en gagnant celle d'Altenmarkt-Zauchensee puis la dépasse deux semaines plus tard lors de sa victoire dans la descente de Cortina d'Ampezzo. Totalisant cet hiver neuf victoires dans trois disciplines, pour porter son record à soixante-seize premières places en Coupe du monde, elle s'adjuge son vingtième globe de cristal (celui de la descente), avant de chuter dans le Super-G de Soldeu (Andorre) le 27 février et d'être évacuée sur une civière. Des premiers examens ne décèlent qu'une « fracture de fatigue au plateau tibial » de son genou gauche, et elle court le lendemain en combiné, terminant première du Super-G et marquant finalement les points de la 13e place.
Lindsey Vonn est à ce moment en tête de la Coupe du monde avec 28 points d'avance sur Lara Gut. Mais des examens plus poussés passés à Barcelone révèlent en fait une « triple fracture du plateau tibial », et la championne américaine annonce son forfait pour le reste de la saison le mercredi 2 mars 2016. « J'ai pris la décision de mettre un terme à ma saison. Parce que je suis en tête de la Coupe du monde, c'est une des décisions les plus difficiles de toute ma carrière. Je suis très fière de ce que j'ai accompli cette année », explique-t-elle, « j'ai signé 9 victoires en Coupe du monde, j'ai battu le record de victoires en descente et celui du nombre de podiums en super-G, et j'ai remporté plus de globes de cristal -20- que tous les skieurs, hommes ou femmes. S'arrêter n'est pas une décision facile, mais des dommages plus importants pourraient déboucher sur une opération qui mettrait en danger mon futur de skieuse de haut niveau. Avec les Mondiaux à St-Moritz l'an prochain, et les Jeux Olympiques en Corée du sud l'année suivante, je ne peux prendre le moindre risque ».

#### Saison 2016-2017: Nouvelle blessure, retour et victoire
Alors qu'elle a repris l'entraînement en vue de la nouvelle saison, Lindsey Vonn chute lourdement dans la station de Cooper le 9 novembre 2016, et se fait une fracture ouverte du bras droit. Elle est aussitôt opérée et explique : « Alors que je suis au delà de la frustration avec ce nouveau contretemps, au moins, mes genoux sont OK et je reviendrai sur les pistes aussitôt que possible, comme je l'ai toujours fait ! ». Elle fait son retour lors de la descente d'Altenmarkt-Zauchensee (Autriche) le 15 janvier et prend la 13e place à 1 s 54 de la gagnante Christine Scheyer. Mais le 21 janvier, dès sa deuxième course de reprise, Lindsey Vonn remporte la 77e victoire de sa carrière en s'imposant dans la descente de Garmisch-Partenkirchen.

#### Saison 2017-2018: bronze aux Jeux olympiques, record porté à 82 succès
Lindsey Vonn remporte la 78e victoire de sa carrière à l'arrivée du Super-G de Val d'Isère le 16 décembre 2017. À Cortina d'Ampezzo les 19 et 20 janvier 2018, elle se classe 2e de la première descente derrière Sofia Goggia et s'impose le lendemain devant Tina Weirather et sa compatriote Jacqueline Wiles. Ce 79e succès est également sa 40e victoire en descente. Les 3 et 4 février, à une semaine des Jeux olympiques d'hiver de PyeongChang, Lindsey Vonn atteint le total de quatre-vingt-un succès en Coupe du monde en remportant coup sur coup les deux descentes de Garmisch-Partenkirchen, la première en battant de 2/100e de seconde Sofia Goggia et de 13/100e  Cornelia Hütter, le seconde en dominant à nouveau Sofia Goggia (à 11/100e) et Tina Weirather (à 12/100e).
Lors des Jeux Olympiques de PyeongChang, Lindsey Vonn ne connait pas la réussite dans le Super-G qu'elle achève au sixième rang le 17 février à Joengseon où la victoire revient à Ester Ledecka. Quatre jours plus tard au même endroit, elle passe la ligne d'arrivée de la descente à 47/100e de Sofia Goggia qui s'impose, avant que Ragnhild Mowinckel ne vienne avec son dossard n°19 s'intercaler entre elles à 9/100e de l'Italienne. Lindsey Vonn se contente donc de la médaille de bronze, sa troisième médaille olympique.
La championne américaine de 33 ans achève l'hiver par sa 43e victoire en descente le 14 mars, lors des finales de la Coupe du monde à Åre. Elle devance Sofia Goggia de 6/100e et cette dernière s'adjuge le globe de cristal de la discipline en la devançant de trois points. Ce succès est le quatre-vingt-deuxième de Lindsey Vonn, qui n'est plus qu'à quatre premières places du record tous sexes confondus d'Ingemar Stenmark.

#### Saison 2018-2019: retraite sur une médaille de bronze aux Championnats du monde
Les objectifs de fin de carrière de Lindsey Vonn, battre le record de victoires de Stenmark, et participer une dernière fois à la descente de Lake Louise, son jardin (elle s'y est imposée 18 fois en descente et en Super G) lors de l'hiver 2019-2020, tournent cours dès sa preparation à la saison 2018-2019  lorsqu'elle se blesse à nouveau, au genou gauche à l'entraînement dans la station de Copper. Elle revient en compétition le 18 janvier à Cortina d'Ampezzo où elle se classe 15e de la première descente, 9e de la deuxième descente, et abandonne en plein milieu du Super G, souffrant trop de son genou. Le 1er février, elle annonce sur les réseaux sociaux qu'elle arrête sa carrière après les championnats du monde 2019 en février : « Je me bats avec la réalité de ce que me dit mon corps, face à ce pensent mon cœur et mon esprit sur ce que je suis capable de faire. La triste réalité est qu'ils ne sont pas sur la même page. J'ai finalement accepté le fait que je ne peux plus continuer le ski de compétition. Je vais disputer les Championnats du monde en descente et en super G à Åre en Suède et ce seront les dernières courses de ma carrière », écrit-elle, ajoutant « Mon corps est brisé au-delà du raisonnable et ne me permet pas d’avoir la dernière saison de mes rêves ». Son avant-dernière course est le Super G disputé dans la station suédoise : elle percute une porte et chute lourdement, terminant sa course dans les filets et se relevant percluse de douleurs et avec un œil au beurre noir. Le 10 février, pour l'ultime départ de sa carrière, elle parvient à prendre la médaille de bronze de la descente gagnée par Ilka Štuhec devant Corinne Suter. Lindsey Vonn se retire sur une huitième médaille mondiale, douze ans après les deux premières remportées au même endroit.
Le 15 mai 2019, elle reçoit le Prix Princesse des Asturies pour l'ensemble de sa carrière.

#### Saison 2024-2025: retour en Coupe du monde
Lindsey Vonn décide de rechausser le skis Coupe du monde lors de l'hiver 2024-2025, près de six ans plus tard, à l'âge de 40 ans. Elle commence par une encourageante quatorzième place  avec un dossard élevé (le n°31) lors du Super-G de Saint-Moritz en décembre. Elle fait ensuite sensation en prenant la sixième place de la descente de Sankt Anton le 11 janvier 2025. Le lendemain, elle remonte à la 4ème place du Super-G et n'est battue que par Lauren Macuga, Stéphanie Venier et Frederica Brignone. Cependant, elle est tombée alors qu'elle s'entraînait pour la descente à Cortina d'Ampezzo. Elle a déclaré à la presse qu'elle n'était que légèrement blessée. Elle a également annoncé qu'elle souhaitait continuer à participer à la Coupe du Monde jusqu'aux Jeux Olympiques de Cortina d'Ampezzo. La piste Cortina étant l’une de ses pistes préférées, elle aimerait y terminer sa carrière,.

## Palmarès

### Jeux olympiques d'hiver
| Épreuve / Édition | Salt Lake City 2002 | Turin 2006 | Vancouver 2010 | Pyeongchang 2018 |
| ----------------- | ------------------- | ---------- | -------------- | ---------------- |
| Descente          | —                   | 8e         | Or             | Bronze           |
| Super G           | —                   | 7e         | Bronze         | 6e               |
| Slalom géant      | —                   | —          | Ab.            | —                |
| Slalom            | 32e                 | 14e        | Ab.            | —                |
| Combiné           | 6e                  | —          | Ab.            | —                |

### Championnats du monde
| Épreuve / Édition | Bormio 2005 | Åre 2007 | Val d'Isère 2009 | Garmisch-Partenkirchen 2011 | Schladming 2013 | Vail - Beaver Creek 2015 | Saint-Moritz 2017 | Åre 2019 |
| ----------------- | ----------- | -------- | ---------------- | --------------------------- | --------------- | ------------------------ | ----------------- | -------- |
| Descente          | 4e          | Argent   | Or               | Argent                      | -               | 5e                       | Bronze            | Bronze   |
| Super G           | 9e          | Argent   | Or               | 7e                          | Ab.             | Bronze                   | Ab.               | Ab.      |
| Slalom géant      | Ab.         | -        | -                | -                           | -               | -                        | -                 | -        |
| Slalom            | -           | Ab.      | Ab.              | -                           | -               | -                        | -                 | -        |
| Combiné           | 4e          | Disq. *  | Disq. *          | Ab.                         | -               | Ab.                      | 5e                | Ab.      |

### Coupe du monde
- 4 « gros » globes de cristal :
  - Vainqueur du classement général en 2008, 2009, 2010 et 2012.
- 16 « petits » globes de cristal :
  - Vainqueur du classement de la descente en 2008, 2009, 2010, 2011, 2012, 2013, 2015 et 2016.
  - Vainqueur du classement du super G en 2009, 2010, 2011, 2012 et 2015.
  - Vainqueur du classement du super combiné en 2010, 2011 et 2012.
- 138 podiums dont 82 victoires en carrière[60].

| Année/Classement | Général | Général | Descente | Descente | Super G | Super G | Slalom géant | Slalom géant | Slalom | Slalom | Combiné | Combiné |
| Année/Classement | Class.  | Points  | Class.   | Points   | Class.  | Points  | Class.       | Points       | Class. | Points | Class.  | Points  |
| ---------------- | ------- | ------- | -------- | -------- | ------- | ------- | ------------ | ------------ | ------ | ------ | ------- | ------- |
| 2001 – 2002      | 93e     | 27      | 41e      | 15       | 35e     | 12      | -            | -            | -      | -      | -       | -       |
| 2002 – 2003      | 118e    | 3       | 47e      | 3        | -       | -       | -            | -            | -      | -      | -       | -       |
| 2003 – 2004      | 30e     | 265     | 14e      | 158      | 26e     | 62      | 45e          | 13           | 38e    | 32     | -       | -       |
| 2004 – 2005      | 6e      | 914     | 5e       | 384      | 3e      | 396     | 35e          | 29           | 28e    | 60     | 5e      | 45      |
| 2005 – 2006      | 5e      | 1 067   | 2e       | 410      | 4e      | 326     | 49e          | 7            | 9e     | 214    | 3e      | 110     |
| 2006 – 2007      | 6e      | 808     | 3e       | 390      | 3e      | 310     | -            | -            | 37e    | 28     | 7e      | 80      |
| 2007 – 2008      | 1re     | 1 403   | 1re      | 755      | 6e      | 262     | 13e          | 140          | 32e    | 46     | 2e      | 200     |
| 2008 – 2009      | 1re     | 1 788   | 1re      | 502      | 1re     | 461     | 8e           | 205          | 3e     | 440    | 2e      | 180     |
| 2009 – 2010      | 1re     | 1 671   | 1re      | 725      | 1re     | 620     | 28e          | 41           | 14e    | 125    | 1re     | 160     |
| 2010 – 2011      | 2e      | 1 725   | 1re      | 650      | 1re     | 560     | 12e          | 158          | 19e    | 107    | 1re     | 220     |
| 2011 – 2012      | 1re     | 1 980   | 1re      | 690      | 1re     | 453     | 2e           | 455          | 20e    | 142    | 1re     | 180     |
| 2012 – 2013      | 8e      | 740     | 1re      | 340      | 4e      | 286     | 20e          | 114          | -      | -      | -       | -       |
| 2013 – 2014      | 68e     | 69      | 36e      | 24       | 25e     | 45      | -            | -            | -      | -      | -       | -       |
| 2014 – 2015      | 3e      | 1 087   | 1re      | 502      | 1re     | 540     | 29e          | 45           | -      | -      | -       | -       |
| 2015 – 2016      | 2e      | 1 235   | 1re      | 580      | 3e      | 420     | 18e          | 120          | 43e    | 15     | 5e      | 100     |
| 2016 – 2017      | 19e     | 411     | 4e       | 280      | 12e     | 131     | -            | -            | -      | -      | -       | -       |
| 2017 – 2018      | 10e     | 792     | 2e       | 506      | 9e      | 236     | -            | -            | -      | -      | 10e     | 50      |
| 2018 – 2019      | 83e     | 45      | 32e      | 45       | -       | -       | -            | -            | -      | -      | -       | -       |

| Édition / Épreuve | Descente                                                                | Super G                                                 | Slalom géant | Slalom        | Combiné      | Total |
| ----------------- | ----------------------------------------------------------------------- | ------------------------------------------------------- | ------------ | ------------- | ------------ | ----- |
| 2004 – 2005       | Lake Louise                                                             | –                                                       | –            | -             | –            | 1     |
| 2005 – 2006       | Lake Louise Val d'Isère                                                 | Kvitfjell                                               | -            | –             | –            | 3     |
| 2006 – 2007       | Lake Louise Val d'Isère                                                 | San Sicario                                             | -            | –             | –            | 3     |
| 2007 – 2008       | Lake Louise Sankt Anton Cortina d'Ampezzo Sestrières Crans-Montana      | –                                                       | –            | -             | Sankt Anton  | 6     |
| 2008 – 2009       | Lake Louise Åre                                                         | Garmisch Tarvisio Bansko Åre                            | -            | Levi Garmisch | Altenmarkt   | 9     |
| 2009 – 2010       | Lake Louise (× 2) Haus im Ennstal (× 2) Cortina d'Ampezzo Crans Montana | Haus im Ennstal Cortina d'Ampezzo Saint-Moritz Garmisch | -            | –             | Val d'Isère  | 11    |
| 2010 – 2011       | Val d'Isère Altenmarkt-Zauchensee Åre                                   | Lake Louise Cortina d'Ampezzo (× 2) Tarvisio            | -            | -             | Val d'Isère  | 8     |
| 2011 – 2012       | Lake Louise (× 2) Saint-Moritz Garmisch Schladming                      | Lake Louise Beaver Creek Cortina d'Ampezzo Bansko       | Sölden Åre   | -             | Saint-Moritz | 12    |
| 2012 – 2013       | Lake Louise (× 2) Cortina d'Ampezzo                                     | Lake Louise Saint-Moritz                                | Maribor      | -             | -            | 6     |
| 2013 – 2014       | -                                                                       | -                                                       | -            | -             | -            | 0     |
| 2014 – 2015       | Lake Louise Val d'Isère Cortina d'Ampezzo Méribel                       | Cortina d'Ampezzo Saint-Moritz Garmisch Méribel         | -            | -             | -            | 8     |
| 2015 – 2016       | Lake Louise (x 2) Altenmarkt-Zauchensee Cortina d'Ampezzo Garmisch      | Lake Louise Altenmarkt-Zauchensee Cortina d'Ampezzo     | Åre          | -             | -            | 9     |
| 2016 – 2017       | Garmisch                                                                | -                                                       | -            | -             | -            | 1     |
| 2017 – 2018       | Cortina d'Ampezzo Garmisch (x 2) Åre                                    | Val d'Isère                                             | -            | -             | -            | 5     |
| Total             | 43                                                                      | 28                                                      | 4            | 2             | 5            | 82    |

#### Records détenus et approchés en Coupe du monde
- records battus:
  - nombre de victoires des différents classements des disciplines de la Coupe du monde avec 16 petits globes (8 en descente, 5 en Super G et 3 en combiné), devant Vreni Schneider (11 petits globes :6 globes en slalom et 5 en géant).
  - nombre de victoires du classement de la descente de la Coupe du monde avec 8 petits globes, devant avec Annemarie Moser-Pröll (7 fois);
  - nombre de victoires consécutives du classement de la descente avec 6 petits globes, devant Annemarie Moser-Pröll (5 fois);
  - nombre de victoires en Coupe du monde avec 82 épreuves remportées, devant Annemarie Moser-Pröll (62 victoires);
  - nombre de victoires en descente avec 43 épreuves remportées, devant Annemarie Moser-Pröll (36 victoires);
  - nombre de victoires en super G avec 28 épreuves remportées, devant Renate Götschl (17 victoires);
  - nombre de podiums en Coupe du monde avec 137 podiums, devant Annemarie Moser-Pröll (113 podiums);
  - nombre de podiums en descente avec 66 podiums, devant Renate Götschl (59 podiums);
  - nombre de podiums en super G avec 46 podiums, devant Renate Götschl (41 podiums).

- records égalés:
  - nombre de victoires du classement du super G de la Coupe du monde avec 5 petits globes, ex-æquo avec Katja Seizinger.

- records approchés:
  - 2e place au nombre de victoires du classement général de la Coupe du monde avec 4 gros globes, derrière Annemarie Moser-Pröll (6 gros globes)[27];

Lindsey Vonn a remporté au moins une épreuve de coupe du monde dans les cinq disciplines du ski alpin, tout comme Petra Kronberger, Pernilla Wiberg, Janica Kostelić, Anja Pärson, Tina Maze et Mikaela Shiffrin.

### Championnats du monde junior
| Épreuve / Édition | Québec 2000 | Verbier 2001 | Tarvisio 2002 | Briançonnais 2003 | Maribor 2004 |
| ----------------- | ----------- | ------------ | ------------- | ----------------- | ------------ |
| Descente          | 14e         | Ab.          | —             | Argent            | Argent       |
| Super G           | Ab.         | 28e          | 6e            | Ab.               | 4e           |
| Slalom géant      | 28e         | 29e          | 11e           | Disq.             | Bronze       |
| Slalom            | Ab.         | 5e           | —             | 22e               | 32e          |
| Combiné           | —           | —            | —             | —                 | 4e           |

### Coupe nord-américaine
- 3 victoires.

### Championnats des États-Unis
- Championne du slalom en 2004, 2008 et 2009.
- Championne du super G en 2004.

## Récompenses
- Prix Sportive mondiale de l'année 2010 décerné le 8 février 2011 par la fondation Laureus.
- Prix de l'esprit sportif de l'année 2018 décerné le 18 février 2019 lors Laureus World Sports Awards.
- Prix Princesse des Asturies en 2019.

## Vie privée
Depuis son adolescence, Vonn affiche publiquement son amitié avec l'Allemande Maria Riesch, même si les relations entre les deux championnes se sont tendues lors de la saison 2010-2011 alors qu'une lutte farouche les opposait au sommet du classement général de la Coupe du monde. Après plusieurs années passées en Autriche, Vonn parle couramment l'allemand
En septembre 2007, Lindsey Kildow épouse Thomas Vonn et change de nom. Son mari est également son entraîneur. Le couple lance cependant une procédure de divorce en novembre 2011, divorce prononcé en janvier 2013.
Lindsey Vonn et le champion de golf Tiger Woods annoncent conjointement être en couple en mars 2013. Le 3 mai 2015, Lindsey Vonn annonce sur les réseaux sociaux que les deux champions ont décidé de se séparer.
Elle s'affiche à nouveau en couple fin novembre 2016 avec Kenan Smith, l'un des coachs assistants de l'équipe de football américain des Los Angeles Rams.
Le mercredi 14 février 2018, lors des Jeux olympiques de Pyeongchang, elle annonce via Twitter être à nouveau célibataire et chercher son Valentin.
En juin 2018, Lindsey s’affiche pour la première fois avec son nouveau conjoint, le hockeyeur canadien P.K. Subban, lors du gala du CMT Music Awards à Nashville. Ils se fiancent en août 2019.

## Publications
2016: Strong Is the New Beautiful, (with Sarah Toland) Dey Street Books,  (ISBN 978-0-0624-0058-1)
2019: Rise: My Story, Dey Street Books,  (ISBN 978-0062889447)